# Adho mukha švanásana

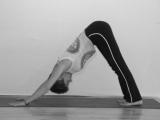
Střecha

Adho mukha švanásana  (əd̪ʱoː mukʰə ɕʋɑːn̪ɑːs̪ən̪ə; Adho Mukha Śvānāsana), neboli střecha nebo pes hlavou dolů,   je ásana.

## Etymologie
Název pochází ze sanskrtského slova adhas (अधस्)  "dolů", mukha (मुख) "tvář", śvāna (श्वान), "pes", a āsana (आसन) 'držení těla' nebo 'sezení'.

## Anatomické zaměření
- Primární svaly:
  - Trapezius, latissimus dorsi, triceps, gluteus maximus, hamstringy, integrovace těla[7]

- Sekundární svaly (synergenty/stabilizátory):
  - rotátorové manžety, přední a střední deltové svaly, zadní deltový sval, extenzory, serratus anterior, soleus, gastrocnemius

## Popis
Přípravné pozice je s rukama a koleny na podlaze, ruce pod rameny, prsty doširoka otevřené, kolena pod boky, a obvykle asi 17-20 cm od sebe, páteř srovnaná a uvolněná.
Na hluboký výdech jsou boky tlačeny směrem ke stropu, tělo tvoří obrácené písmeno V. Záda jsou rovná, žebra zastrčená, nohy jsou rovné s paty dosahující až na podlahu. Ruce jsou otevřené jako hvězdice, ukazováčkem a palcem se tlačí na podložku. Paže jsou rovné, s vnitřní lokty otočil směrem ke stropu. Ramena jsou široká a uvolněná. Zarovnání uši s pažemi,  krk prodloužený. Ruce jsou na šířku ramen a nohy zůstávají na šířka boků od sebe. Pokud jsou hamstringy nebo kolení šlachy zkrácené, ohnou se kolena jsou ohnutá, aby páteř byla celá prodloužená. Břocho je tlačeno směrem k páteři.
Boky se pohybují nahoru a zpět. Důraz je kladen na dech , zatímco se drží ásana, s hluboký, trvalý nádechu, při výdechu jogín uvolňuje na ruce a kolena a odpočívá v balásaně.

## Výhody
Ásana táhne ramena, nohy, páteře a celé těla, vytváří sílu v celém těle, zejména pažích, nohách ; zmírňuje únavu a omlazuje tělo, zlepšuje imunitní systém, trávení a krevní tok do dutin, a zklidňuje mysl a povznáší ducha.